# الویس کاستلو
دکلن پتریک مک‌منس (انگلیسی: Declan Patrick MacManus؛ زادهٔ ۲۵ اوت ۱۹۵۴) که با نام حرفه‌ای الویس کاستلو شناخته می‌شود، خواننده و ترانه‌سرای انگلیسی است. رولینگ استون نوشته که او «سنت‌های ادبی و شاعرانه باب دیلن و ون موریسون را با انرژی خام و جسارت که از اصول اساسی پانک بودند، احیا کرد» و همچنین به «ساختار ترانه‌هایش که بازی‌های کلامی چندلایه را در مجموعه‌ای همیشه در حال گسترش از سبک‌ها جای داده» اشاره کرده است. اولین آلبوم کاستلو، هدفم درست است (My Aim Is True) (1977)، هیچ تک‌آهنگ پرفروشی نداشت، اما شامل برخی از معروف‌ترین ترانه‌های کاستلو، از جمله بالاد «آلیسون» (Alison) است. دو آلبوم بعدی او، مدل امسال (This Year's Model) (1978) و نیروهای مسلح (Armed Forces) (1979)، که با گروه همراهش، دی اترکشنز، ضبط شدند، به تعریف ژانر موج نو کمک کردند. از اواخر سال ۱۹۷۷ تا اوایل ۱۹۸۰، هر هشت تک‌آهنگ او به جمع ۳۰ ترانه برتر بریتانیا راه یافتند. بزرگ‌ترین تک‌آهنگ موفق او، «ارتش اولیور» (Oliver’s Army) (1979)، بیش از ۵۰۰٬۰۰۰ نسخه در بریتانیا فروخت. او در آمریکا موفقیت تجاری کمتری داشته، اما تحسین منتقدان را به شدت جلب کرده است. از سال ۱۹۷۷ تا اوایل دهه ۲۰۰۰، آلبوم‌های کاستلو به‌طور مرتب در نظرسنجی منتقدان پَز اَند جاپ مجله ویلج ویس رتبه‌های بالایی کسب کردند، به طوری که مدل امسال و اتاق امپریال (Imperial Bedroom) (1982) به عنوان بهترین آلبوم سال‌های خود انتخاب شدند. موفق‌ترین تک‌آهنگ او در آمریکا، «ورونیکا» (Veronica) (1989)، به رتبه ۱۹ در جدول بیلبورد هات ۱۰۰ رسید.
کاستلو که در خانواده‌ای موسیقی‌دان بزرگ شده بود، با آگاهی و قدردانی از طیف گسترده‌ای از سبک‌های موسیقی و دیدگاهی داخلی از صنعت موسیقی پرورش یافت. فرصت او برای شروع حرفه‌ای به عنوان یک موسیقی‌دان با ظهور پانک راک در انگلستان همزمان شد. بدویت مد شده توسط پانک باعث شد کاستلو در ابتدای حرفه‌اش مهارت موسیقایی خود را پنهان کند، اما گستره سبکی او در نهایت شامل آراندبی، کانتری، جاز، باروک پاپ، تین پن الی و موسیقی کلاسیک شد. کاستلو بیش از دوازده ترانه با پل مک‌کارتنی نوشته و همکاری طولانی‌مدتی در ترانه‌سرایی با برت بکراک داشته است.
کاستلو با نسخه بازخوانی ترانه‌ها موفقیت‌هایی کسب کرده است، از جمله «نمی‌توانم برای افتادن سرپا بمانم» (I Can’t Stand Up for Falling Down) از سم و دیو، «سال خوبی برای گل‌های رز» (Good Year for the Roses) از جری چسنات و «او» (She) از شارل آزناوور. یکی از ترانه‌هایی که او به خاطرش بسیار شناخته شده، «صلح، عشق و درک چه چیز خنده‌داری دارد؟» ((What’s So Funny ‘Bout) Peace, Love, and Understanding) است که توسط نیک لو نوشته شد و در سال ۱۹۷۴ ضبط شد، اما تا زمانی که کاستلو نسخه خود را در سال ۱۹۷۹ منتشر کرد، چندان شناخته‌شده نبود. ترانه‌های خود کاستلو توسط هنرمندانی از جمله لیندا رانستد، جرج جونز، روی اوربیسن، جانی کش، دیو ادموندز، چت بیکر و الیسون کراوس ضبط شده‌اند.
کاستلو دو جایزه گرمی، دو جایزه آیور نوولو، چهار جایزه ادیسون، یک جایزه موسیقی ویدئوی ام‌تی‌وی، یک جایزه بفتا، یک جایزه بنیان‌گذاران انجمن آهنگسازان، پدیدآوران و ناشران آمریکا و یک جایزه جمینای دریافت کرده است. در سال ۲۰۰۳، او به تالار مشاهیر راک اند رول راه یافت. همچنین در سال ۲۰۱۶، به تالار مشاهیر ترانه‌پردازان وارد شد. از سال ۲۰۰۸ تا ۲۰۱۰، او مجری برنامه تلویزیونی نمایش: الویس کاستلو با… (Spectacle: Elvis Costello with...) بود که در آن با موسیقی‌دانان دیگر مصاحبه می‌کرد. در سال ۲۰۱۵، خاطرات بسیار تحسین‌شده‌ای با عنوان موسیقی ناپایدار و جوهر ناپدیدشونده (Unfaithful Music & Disappearing Ink) منتشر کرد.

## اوایل زندگی
دکلن پتریک مک‌منس در ۲۵ اوت ۱۹۵۴ در بیمارستان سنت ماری در پدینگتون، غرب لندن، به دنیا آمد. او تنها فرزند یک کارمند فروشگاه موسیقی و یک نوازنده جاز بود. هر دو والدینش از منطقه لیورپول بودند و چند سال پیش از تولد او به لندن نقل مکان کرده بودند. پدر کاستلو اصالتاً ایرلندی و کاتولیک بود، در حالی که مادرش انگلیسی و در آیین کنگره‌گرایان پرورش یافته بود.

### پیشینه خانوادگی
مادر کاستلو، لیلیان مک‌مانوس (با نام خانوادگی دوشیزگی ابلت، ۱۹۲۷–۲۰۲۱)، در توکستث لیورپول متولد و بزرگ شد. او دختر یک کارگر لوله‌کشی گاز و مادری بود که به مرور زمان به دلیل روماتیسم مفصلی ناتوان شد. لیلیان که مسئول مراقبت از برادر کوچکتر و مادر بیمارش بود، در ۱۳ سالگی مدرسه را ترک کرد و اولین شغل خود را در یک فروشگاه موسیقی آغاز کرد. پس از نقل مکان به لندن با همسر آینده‌اش، راس، در سال ۱۹۵۱، در بخش فروش موسیقی فروشگاه سلفریجز مشغول به کار شد و تا دهه ۱۹۶۰ به فروش صفحه‌های موسیقی ادامه داد. حتی پس از پایان کار در این حوزه، لیلیان علاقه شدید خود به انواع موسیقی، از جمله موسیقی پاپ روز، را حفظ کرد.
پدر کاستلو، راس مک‌مانوس (۱۹۲۷–۲۰۱۱)، نوازنده حرفه‌ای ترومپت و خواننده بود که در برکن‌هد، در آن سوی رود مرزی از لیورپول، متولد و بزرگ شد. او فعالیت موسیقایی خود را از اواخر دهه ۱۹۴۰ آغاز کرد و در گروه‌های بیباپ در بیرکنهد و لیورپول ترومپت می‌نواخت. پس از نقل مکان به لندن در سال ۱۹۵۱، به نوازندگی ترومپت و خوانندگی در گروه‌های جاز مدرن پرداخت. تا سال ۱۹۵۴، او به اندازه‌ای شناخته‌شده بود که تولد پسرش در مجله نیو موزیکال اکسپرس اعلام شود. از سال ۱۹۵۵ تا ۱۹۶۸، او خواننده برجسته ارکستر جو لاس، یکی از محبوب‌ترین گروه‌های بزرگ بریتانیا، بود. راس از سال ۱۹۶۹ تا دهه ۱۹۹۰ برنامه‌های کاباره انفرادی در کلوپ‌های اجتماعی کارگری در شمال انگلستان، اسکاتلند و ولز اجرا کرد. او با نام‌های مستعار مختلف، از جمله دی کاستلو (نام خانوادگی مادربزرگ پدری‌اش)، برای شرکت‌های کوچک ضبط موسیقی انجام داد و همچنین آگهی‌های تبلیغاتی ضبط کرد. در سال ۱۹۷۳، او آهنگ تبلیغاتی «نوشنده لیموناد مخفی» را برای مجموعه‌ای از تبلیغات R. Whites خواند که کاستلو در آن به عنوان خواننده پس‌زمینه حضور داشت.
پدر راس، پاتریک متیو مک‌مانوس، معروف به پت، نیز نوازنده حرفه‌ای بود. پت از هشت سالگی در یتیم‌خانه بزرگ شد و در آنجا نواختن ترومپت را آموخت. او بعدها به عنوان نوازنده ترومپت در گروه‌های نظامی، نوازنده کشتی برای وایت استار لاین، و نوازنده ارکستر در سالن‌های موسیقی و تئاترهای نمایش فیلم‌های صامت فعالیت کرد. کاستلو گفته است که پت، به عنوان اولین فرد در خانواده که حرفه‌ای در موسیقی داشت، دلیل اصلی ورود او به این حرفه است.

### کودکی و تأثیرات اولیه موسیقی
کاستلو بیشتر کودکی خود را در توییکنهام، غرب لندن، گذراند و در سال ۱۹۷۰ همراه مادرش به لیورپول نقل مکان کرد. او در خانوادهٔ کاتولیک رومی پرورش یافت و تا ۱۴ سالگی به عنوان دستیار کشیش در کلیسا خدمت کرد.
والدین کاستلو وقتی او ده ساله بود از هم جدا شدند و او توسط مادرش بزرگ شد. با این حال، راس همچنان حضور مهمی در زندگی کاستلو داشت و تا زمان مرگش در سال ۲۰۱۱ رابطه نزدیکی با او حفظ کرد. کاستلو گفته است که تماشای کار پدرش در کودکی، حس ذاتی چگونگی نوازنده بودن را به او داد، اما همچنین به او آموخت که حرفه موسیقی مانند هر شغل دیگری نیازمند نظم و کار سخت است.
والدین کاستلو هرگز او را مجبور به گرفتن درس موسیقی یا دنبال کردن حرفه خانوادگی نکردند. در عوض، او را در خانه‌ای پر از موسیقی پرورش دادند، کنجکاوی موسیقایی‌اش را تشویق کردند و از تلاش‌هایش برای یافتن مسیر خود در موسیقی حمایت کردند. لیلیان به روزنامه‌نگاران گفته بود که پیش از تولد کاستلو می‌دانست او حرفه‌ای در موسیقی خواهد داشت و در دوران بارداری به طیف گسترده‌ای از موسیقی گوش می‌داد تا او را از همان ابتدا با موسیقی آشنا کند.
تأثیرات موسیقی اولیه کاستلو از مجموعه صفحه‌های والدینش شکل گرفت که شامل سبک‌های متنوعی بود اما بر پاپ سنتی و جاز متمرکز بود. شغل راس در ارکستر جو لاس او را ملزم به خواندن بسیاری از ترانه‌های پاپ روز برای برنامه رادیویی هفتگی گروه می‌کرد. برای یادگیری این ترانه‌ها، راس نسخه‌های نمایشی ضبط‌های هنرمندان اصلی را دریافت می‌کرد و برای تمرین به خانه می‌آورد. وقتی کاستلو به سنی رسید که به ترانه‌های پاپ روز علاقه‌مند شد، راس هر هفته پنج یا شش نسخه نمایشی به او می‌داد. کاستلو گفته است: «به همین دلیل است که این‌قدر ترانه می‌دانم».
در میان هنرمندان محبوب کاستلو در کودکی، بیتلز جایگاه ویژه‌ای داشت. او گفته که در سال ۱۹۶۳، در نه سالگی، در سنی بود که تأثیر کامل طرفداری از بیتلز را تجربه کرد. او بیتلز را بزرگ‌ترین تأثیر موسیقایی خود توصیف کرده است. همچنین ترانه‌های برت بکراک، همکار آینده‌اش، که از طریق موفقیت‌های خوانندگان بریتانیایی مانند سیلا بلک و داستی اسپرینگفیلد می‌شناخت، تأثیر عمیقی بر او گذاشت.
در نوجوانی، کاستلو به گروه‌های بیت بریتانیایی مانند کینکس، اسمال فیسز و د هو، گروه‌های راکستدی و رگی جامائیکایی که در بریتانیا محبوب بودند، و به‌ویژه هنرمندان موتاون که عمدتاً از طریق تک‌آهنگ‌های موفق بریتانیایی و مجموعه موتاون چارت‌باسترز می‌شناخت، علاقه‌مند شد. در اواسط نوجوانی، جونی میچل به تأثیرگذار مهم و پایداری برای او تبدیل شد. وقتی به لیورپول نقل مکان کرد، کاستلو از موسیقی پراگرسیو راک که در میان هم‌سالانش محبوب بود لذت نبرد، بنابراین به دنبال موسیقی‌ای که ممکن بود دوست داشته باشد، به گروه‌هایی مانند گریت‌فول دد و دیگر گروه‌های فولک راک مانند بردز، و د بند، و از طریق آن‌ها به موسیقی کانتری علاقه‌مند شد.

### تحصیلات و تصمیم به دنبال کردن حرفه موسیقی
کاستلو دانش‌آموزی خوش‌رفتار اما گاهی بحث‌برانگیز بود و عموماً از نظر تحصیلی برجسته نبود. به دلیل عدم موفقیت در امتحانات یازده سالگی برای ورود به مدرسه دستور زبان، در مدرسه متوسطه مدرن آرچ‌بیشاپ مایرز در هانزلو و سپس در یک مدرسه جامع در اورتون، لیورپول، برای سال‌های پایانی تحصیل کرد. با این حال، کاستلو استعداد زودهنگامی در نویسندگی نشان داد. مادرش به یک روزنامه‌نگار گفت که وقتی کاستلو ۱۱ ساله بود، مدرسه‌اش او را در مسابقه نویسندگی برگزارشده توسط تایمز برای افراد ۱۶ تا ۲۵ ساله شرکت داد و او برنده جایزه‌ای شد. در پایان دوره متوسطه، او تنها یک مدرک A-level در زبان انگلیسی کسب کرد، زیرا چند ماه پیش از آن تصمیم قطعی برای دنبال کردن حرفه موسیقی گرفته بود و در ماه‌های آخر مدرسه تلاش کمی کرده بود.
اگرچه کاستلو هیچ‌گاه برنامه شغلی جایگزینی نداشت، اما به دلیل آگاهی از مشکلات احتمالی حرفه موسیقی که از تربیت خانوادگی‌اش آموخته بود، ابتدا مردد بود که این مسیر را دنبال کند. مرگ ناگهانی یکی از دوستان نوجوانش در تصادف رانندگی نظر او را تغییر داد. او بعدها نوشت: «ناگهان، همه چیز جز موسیقی به نظرم اتلاف وقت گران‌بها می‌آمد».
کاستلو تحصیلات رسمی خود را در سال ۱۹۷۲ به پایان رساند و در حالی که هنوز با مادرش زندگی می‌کرد، به دنبال شغلی رفت که درآمدی ثابت داشته باشد و همزمان حرفه موسیقی را دنبال کند. او به زودی به عنوان اپراتور کامپیوتر در مرکز داده میدلند بنک در بوتل، مرزیساید، مشغول به کار شد، زیرا با دستمزد ۲۰ پوند در هفته، کمی بهتر از سایر مشاغل غیرماهری که احساس می‌کرد واجد شرایط آن‌هاست، پرداخت می‌شد. به گفته کاستلو، این شغل عمدتاً شامل کارهای دستی مانند نصب ریل‌های نوار و بارگذاری کارت پانچ بود. از آنجا که این شغل شامل دوره‌های انتظار مکرر برای تکمیل وظایف بزرگ‌رایانه قبل از شروع کار بعدی بود، به کاستلو زمان می‌داد تا در محل کار ترانه بنویسد. به جز چند ماه در سال ۱۹۷۳ که به عنوان کارمند در شعبه پاتنی میدلند بنک کار کرد، او تا چند هفته پیش از انتشار اولین آلبومش در ژوئیه ۱۹۷۷ به صورت تمام‌وقت به عنوان اپراتور کامپیوتر مشغول به کار بود.